# Romy Müller
Romy Schneider-Müller (Lübbenau, 26 luglio 1958) è un'ex velocista tedesca.
Ai Giochi olimpici di Mosca 1980 vinse l'oro nella staffetta 4×100 metri insieme alle connazionali Bärbel Wöckel, Ingrid Auerswald e Marlies Göhr.

## Palmarès
| Anno | Manifestazione  | Sede  | Evento      | Risultato | Prestazione | Note            |
| ---- | --------------- | ----- | ----------- | --------- | ----------- | --------------- |
| 1980 | Giochi olimpici | Mosca | 100 m piani | 5ª        | 11"16       |                 |
| 1980 | Giochi olimpici | Mosca | 200 m piani | 4ª        | 22"47       |                 |
| 1980 | Giochi olimpici | Mosca | 4×100 m     | Oro       | 41"60       | Record mondiale |

## Altre competizioni internazionali
1977
- Coppa Europa di atletica leggera ( Helsinki)
- Argento in Coppa del mondo ( Düsseldorf), 4×100 m - 42"65

1979
- Coppa Europa di atletica leggera ( Torino)
- Argento in Coppa del mondo ( Montréal), 4×100 m - 42"32